# David H. Trump
David Hilary Trump (* 27. August 1931; † 31. August 2016) war ein britischer Archäologe, der durch seine Forschungen zur Frühgeschichte Maltas bekannt wurde.

## Leben und Wirken
David Hilary Trump erwarb 1955 am Pembroke College in Cambridge mit Auszeichnung den akademischen Grad eines Bachelor der Archäologie. Er setzte seine Studien an der British School at Jerusalem fort, wo er zusammen mit Kathleen Kenyon Ausgrabungen durchführte, sowie an der British School at Rome, wo er an Ausgrabungen in La Starza beteiligt war. Hier konnte zum ersten Mal in Süditalien eine verlässliche prähistorische Abfolge rekonstruiert werden. Trumps Dissertation handelte daher von der Vorgeschichte Mittel- und Süditaliens.
Ab 1954 nahm David Trump als Assistent von John Davies Evans an zahlreichen Ausgrabungen auf den Inseln des maltesischen Archipels, Malta und Gozo teil. Dabei wurden wichtige Funde aus Maltas Vorgeschichte entdeckt. Er war in den 1950er-Jahren an der Ausgrabung der Ġgantija-Tempel beteiligt und leitete die Ausgrabung der Tempel von Skorba. Von 1958 bis 1963 war er Kurator des National Museum of Archaeology in Valletta. In dieser Zeit nutzte er die Radiokarbonmethode zur Datierung von Funden aus Skorba, aufgrund dessen postulierte er zwei neue Phasen der maltesischen Vorgeschichte und erstellte eine vollständige Chronologie ihrer Phasen. Von 1986 bis 1994 war er an den Ausgrabungen des Steinkreises von Xagħra beteiligt. 1997 ging er in den Ruhestand.
Sein letzter Besuch Maltas galt im Dezember 2015 dem neolithischen Fundplatz in Xrobb l-Ghagin. Er kehrte nach Großbritannien zurück, um gegen den EU-Austritt des Vereinigten Königreichs zu stimmen. Danach verschlechterte sich sein Gesundheitszustand zusehends.

## Wissenschaftliche Thesen
Hinsichtlich der Rillen von Clapham Junction vertrat er die Ansicht, dass diese Karren- oder Schleifspuren (cart ruts) aus der Bronzezeit seien, die vor 1000 v. Chr. entstanden. Dies schloss er daraus, dass punische Grablegen aus jener Zeit die Spuren unterbrechen, was zu dem Schluss führt, dass die Spuren vor dem Ausschachten der Gräber entstanden sein müssen.
Sein besonderes Interesse galt der Datierung von Keramikfunden, weshalb er sich zuweilen als a pot man bezeichnete.

## Privates
David Trump war mit Bridget Trump verheiratet; auch sie war Archäologin. Die beiden lernten einander in den 1960er-Jahren bei den Ausgrabungen von In-Nuffara kennen. Bridget Trump unterstützte ihren Mann bei seinen folgenden Ausgrabungen und Veröffentlichungen. Der Ehe entstammen drei Söhne.

## Aphorismen
David Trump war unter Archäologen bekannt für seine prägnanten Aphorismen. Beispiele aus einer Vorlesung 2014:
- “When I found a roll of bread in the ashes of a tower burnt some 1,700 years ago, I were more excited than when I stumbled upon a gold earring.” (deutsch: „Als ich ein verkohltes Brötchen in der Asche eines vor etwa 1700 Jahren niedergebrannten Turmes fand, war ich aufgeregter, als wenn ich über einen goldenen Ohrring gestolpert wäre.“)[4]
- “Information is much more interesting and valuable than gold.” (deutsch: „Informationen sind wesentlich interessanter und wertvoller als Gold“)[4]

## Veröffentlichungen (Auswahl)
- Skorba: A Neolithic Temple in Malta. Society of Antiquaries of London
- Skorba. Oxford University Press (1966)
- Malta. An Archaeological Guide. Faber and Faber, London 1972
- mit Warwick Bray: The Penguin Dictionary of Archaeology.  Penguin Books, WHarmondsworth 1972.
  - deutsche Ausgabe: Lexikon der Archäologie. Deutsche Bearbeitung Joachim Rehork. Praeger, München 1973, ISBN 3-7796-4004-X.
  - Taschenbuchausgabe in 2 Bänden, Rowohlt, Reinbek bei Hamburg 1975, ISBN 3-499-16187-7.
- Malta. Nagel Publishers (1980)
- Prehistory of the Mediterranean. Yale University Press, New Haven 1980
- Malta, Prehistory and Temples. Midsea Books Ltd (2003)
- Greece and Rome Victorious, 500 B.C.–200 B.C. Macmillan Publishers
- The American Heritage Guide to Archaeology. American Heritage Press
- A Dictionary of Archaeology. Penguin Books Ltd,
- Ancient Rome. Granada Publishing
- The Atlas of Early Man. Macmillan Publishers Ltd

## Auszeichnungen
- National Order of Merit (2004)
- Ehrendoktor der Universität Malta (2015)